# FESOM
FESOM (Finite-Element/volumE Sea ice-Ocean Model) è un modello generale della circolazione oceanica del tipo multi-risoluzione, che risolve le equazioni del moto che descrivono il ghiaccio del mare e degli oceani utilizzando il metodo degli elementi finiti e dei volumi finiti applicati a una griglia computazionale non strutturata.
Il modello è stato sviluppato e viene supportato dai ricercatori dell'Istituto Alfred Wegener per la ricerca marina e polare (AWI) di Bremerhaven, in Germania.

## Caratteristiche
FESOM si basa sull'idea di utilizzare maglie a risoluzione variabile per simulare la circolazione oceanica globale, focalizzandosi poi su quella regionale. A causa della vasta gamma di scale che caratterizzano la circolazione oceanica, normalmente si effettua una riduzione per descrivere processi su scala regionale. FESOM permette di operare simulazioni multi-risoluzione su varie scale senza bisogno di ricorrere al tradizionale annidamento.
Il nucleo dinamico della nuova versione (FESOM2) passa dal metodo degli elementi finiti utilizzato nella versione originaria, a quello dei volumi finiti per favorire una migliore efficienza computazionale. Entrambe le versioni includono il Finite-Element Sea Ice Model (FESIM).
FESOM viene utilizzato anche come componente oceanica dell'AWI-CM, il modello accoppiato atmosfera-oceano sviluppato dall'AWI.

## Storia
La versione prototipo del FESOM è apparsa nel 2004 ad opera di Sergey Danilov, Gennady Kivman e Jens Schröter. Nel 2009 Ralph Timmermann la estese a una configurazione globale che comprendeva il ghiaccio marino e oceanico. Tra il 2008 e il 2014, Qiang Wang ha riscritto gli algoritmi e la parametrizzazione, il che ha portato a un miglioramento delle prestazioni fisiche e numeriche. L'ultima versione del FESOM con il nucleo dinamico degli elementi finiti è la FESOM1.4 (Wang et al., 2014).
Nel 2015 c'è stato il rilascio da parte di Sidorenko et al. della versione AWI-CM che utilizza il FESOM.